# 페니 웡
페넬로페 잉옌 웡(영어: Penelope "Penny" Ying-yen Wong, 중국어: 黃英賢, 1968년 11월 5일~)은 오스트레일리아의 레즈비언 정치인이다.
하카계 말레이시아인 아버지와 오스트레일리아인 어머니 사이에서 태어났으며, 말레이시아에서 태어나 8세 때 오스트레일리아로 이주했다. 오스트레일리아 노동당 소속이며, 2002년부터 사우스오스트레일리아주를 대표하는 오스트레일리아 상원의원을 지내고 있다. 케빈 러드 내각에 입각하여 2007년 12월부터 2010년 9월까지 초대 기후변화 수자원장관(Minister for Climate Change, Energy Efficiency and Water)직을, 이어서 2013년까지 재무장관 직을 지냈다.

## 같이 보기
- 러드 행정부